# Sadako und die tausend Papierkraniche
Sadako und die tausend Papierkraniche (Original: Sadako and the Thousand Paper Cranes) ist ein historischer Kinderroman, der von der kanadisch-amerikanischen Autorin Eleanor Coerr geschrieben und 1977 veröffentlicht wurde. Er basiert auf der Geschichte von Sadako Sasaki, die den Atombombenabwurf über Hiroshima überlebt hat, aber später an den Folgen der Strahlenkrankheit verstorben ist.

## Handlung
Die Geschichte beginnt am neunten Jahrestag des Atombombenabwurfs auf Hiroshima. Sadako Sasaki nimmt mit ihrer Familie und ihren Geschwistern an den Friedenstag-Veranstaltungen teil. Sadako, die das Laufen liebt, träumt davon, im nächsten Jahr auf die Mittelschule zu gehen und dem Leichtathletik-Team beizutreten. Nach einem Rennen erleidet sie jedoch Schwindelanfälle und verbirgt diesen Zustand. Später wird bei ihr Leukämie diagnostiziert, und sie hegt die Hoffnung auf Heilung, indem sie Papierkraniche faltet. Während sich ihr Gesundheitszustand verschlechtert, freundet sie sich im Krankenhaus mit einem Jungen namens Kenji an und fürchtet nach seinem Tod ihr eigenes Schicksal. In der regnerischen Jahreszeit lässt ihre Kraft nach, aber die Besuche ihrer Lieben geben ihr Frieden. Für den O-Bon-Feiertag kehrt sie nach Hause zurück, aber ihr Zustand verschlechtert sich und sie muss ins Krankenhaus zurückkehren. Ihre Familie schenkt ihr einen seidenen Kimono, und Sadako wird zunehmend schwächer. Vor ihrem Tod fühlt sie den Frieden, den ihr die Anwesenheit ihrer Familie und das mit Papierkranichen geschmückte Zimmer geben.

## Hintergrund
Nach Sadakos Tod veröffentlichen ihre Klassenkameraden ein Buch namens Kokeshi, das ihr Tagebuch und ihre Briefe enthält. Eleanor Coerr nutzte diese Quellen, um ihren Roman zu schreiben. Im Roman schafft es Sadako Sasaki nicht, die 1000 Papierkraniche zu falten, sondern stirbt vorher. Die echte Sadako schaffte es aber übereinstimmenden Berichten zufolge, weit über 1000 Papierkraniche zu falten. Das Buch wurde in viele Sprachen übersetzt und wird als Schullektüre verwendet, um den Schülern altersgerecht die Auswirkungen des Atombombenabwurfs über Hiroshima zu vermitteln.

## Referenzlinks
1. ↑  Site Default: Home. In: Sadako Sasaki. Abgerufen am 22. Mai 2024 (englisch).
2. ↑  Kathryn H. Au und Judith A. Scheu: Guiding Students to Interpret a Novel in: The Reading Teacher, Band 43, Nr. 2, 1989, S. 104–10.
3. ↑  Laura Apol, Aki Sakuma, Tracy M. Reynolds und Sheri K. Pop: When Can We Make Paper Cranes? Examining Pre-Service Teachers’ Resistance to Critical Readings of Historical Fiction in: Journal of Literacy Research, Bd. 34, Nr. 4, S. 429–464.